# Jimmie Åkesson
Jimmie Åkesson (* 17. května 1979 Ivetofta) je švédský politik, současný předseda nacionalistické politické strany Švédští demokraté.

## Život a politická kariéra
Předsedou Švédských demokratů je od 7. května 2005, kdy porazil bývalého předsedu Mikaela Janssona, předtím vedl stranickou mládežnickou organizaci. Po svém nástupu do čela strany omezil nevhodné chování a projevy jejích členů. Ve volbách v roce 2010 byl první na kandidátce své strany a stal se členem švédského parlamentu.
Ve volbách v roce 2018 strana pod jeho vedením získala historicky nejsilnější výsledek 17,5 %.